# Leslie Allen
Ne pas confondre avec Louise Allen, également joueuse de tennis.
Pour les articles homonymes, voir Allen.
Leslie Allen (née le 12 mars 1957) est une joueuse de tennis américaine, professionnelle de la fin des années 1970 à 1987.
Trois fois de suite, elle a atteint le 4e tour à Roland-Garros (1979-1981). En 1983, elle y a disputé la finale en double mixte, aux côtés de son compatriote Charles Buzz.
En 2002, elle a créé la Leslie Allen Foundation, destinée à aider les adolescents défavorisés à travers les valeurs du sport.

## Palmarès

### Titre en simple dames
| No | Date       | Nom et lieu du tournoi                 | Catégorie | Dotation  | Surface         | Finaliste       | Score    |          |
| -- | ---------- | -------------------------------------- | --------- | --------- | --------------- | --------------- | -------- | -------- |
| 1  | 02/02/1981 | Avon Championships of Detroit, Détroit |           | 150 000 $ | Moquette (int.) | Hana Mandlíková | 6-4, 6-4 | Parcours |

### Finale en simple dames
| No | Date       | Nom et lieu du tournoi             | Catégorie | Dotation | Surface    | Vainqueure      | Score    |          |
| -- | ---------- | ---------------------------------- | --------- | -------- | ---------- | --------------- | -------- | -------- |
| 1  | 05/02/1979 | Avon Futures of Montreal, Montréal | Futures   | 25 000 $ | Dur (int.) | Hana Mandlíková | 7-6, 6-2 | Parcours |

### Titres en double dames
| No | Date       | Nom et lieu du tournoi                  | Catégorie  | Dotation  | Surface         | Partenaire     | Finalistes                      | Score         |          |
| -- | ---------- | --------------------------------------- | ---------- | --------- | --------------- | -------------- | ------------------------------- | ------------- | -------- |
| 1  | 15/12/1980 | Tucson Open Tucson                      |            | 75 000 $  | Moquette (int.) | Barbara Potter | Mary Lou Piatek Wendy White     | 7-6, 6-0      | Parcours |
| 2  | 01/02/1982 | Avon Championships of Detroit Détroit   | Champ’s    | 150 000 $ | Moquette (int.) | Mima Jaušovec  | Rosie Casals Wendy Turnbull     | 6-4, 6-0      | Parcours |
| 3  | 19/04/1982 | Murjani WTA Championships Amelia Island | Series 7   | 250 000 $ | Terre (ext.)    | Mima Jaušovec  | Barbara Potter Sharon Walsh     | 6-1, 7-5      | Parcours |
| 4  | 19/03/1984 | Virginia Slims of Dallas Dallas         | VS Tour C3 | 150 000 $ | Moquette (int.) | Anne White     | Sandy Collins Elizabeth Sayers  | 6-4, 5-7, 6-2 | Parcours |
| 5  | 11/06/1984 | Edgbaston Cup Birmingham                | VS Tour C2 | 125 000 $ | Gazon (ext.)    | Anne White     | Barbara Jordan Elizabeth Sayers | 7-5, 6-3      | Parcours |

### Finales en double dames
| No | Date       | Nom et lieu du tournoi                  | Catégorie  | Dotation  | Surface         | Vainqueures                      | Partenaire      | Score         |          |
| -- | ---------- | --------------------------------------- | ---------- | --------- | --------------- | -------------------------------- | --------------- | ------------- | -------- |
| 1  | 04/02/1980 | Avon Futures of Calgary Calgary         | Futures    | 25 000 $  | Dur (int.)      | Marjorie Blackwood Pam Whytcross | Dianne Morrison | 7-5, 5-7, 6-4 | Parcours |
| 2  | 02/01/1984 | Virginia Slims of Washington Washington | VS Tour C3 | 150 000 $ | Moquette (int.) | Barbara Potter Sharon Walsh      | Anne White      | 6-1, 6-7, 6-2 | Parcours |
| 3  | 14/01/1985 | Virginia Slims of Denver Denver         |            | 75 000 $  | Moquette (int.) | Mary Lou Piatek Robin White      | Sharon Walsh    | 1-6, 6-4, 7-5 | Parcours |

### Finale en double mixte
| No | Date       | Nom et lieu du tournoi | Catégorie | Dotation  | Surface      | Vainqueures                    | Partenaire          | Score    |          |
| -- | ---------- | ---------------------- | --------- | --------- | ------------ | ------------------------------ | ------------------- | -------- | -------- |
| 1  | 23/05/1983 | Roland-Garros Paris    | G. Chelem | 350 000 $ | Terre (ext.) | Barbara Jordan Eliot Teltscher | Charles Buzz Strode | 6-2, 6-3 | Parcours |

## Parcours en Grand Chelem

### En simple dames
| Année | Open d'Australie (janvier) | Open d'Australie (janvier) | Internationaux de France | Internationaux de France | Wimbledon       | Wimbledon        | US Open         | US Open          | Open d'Australie (décembre) | Open d'Australie (décembre) |
| ----- | -------------------------- | -------------------------- | ------------------------ | ------------------------ | --------------- | ---------------- | --------------- | ---------------- | --------------------------- | --------------------------- |
| 1979  | n/a                        | n/a                        | 3e tour (1/8)            | Wendy Turnbull           | -               | -                | 3e tour (1/16)  | Dianne Fromholtz | -                           | -                           |
| 1980  | n/a                        | n/a                        | 3e tour (1/8)            | Billie Jean King         | 1er tour (1/64) | Elizabeth Ekblom | 2e tour (1/32)  | M. Navrátilová   | -                           | -                           |
| 1981  | n/a                        | n/a                        | 4e tour (1/8)            | M. Navrátilová           | 3e tour (1/16)  | Andrea Jaeger    | 1er tour (1/64) | Corinne Vanier   | 2e tour (1/16)              | Evonne Goolagong            |
| 1982  | n/a                        | n/a                        | 2e tour (1/32)           | Anne White               | 2e tour (1/32)  | Bettina Bunge    | 1er tour (1/64) | Micki Schillig   | 3e tour (1/8)               | Pam Shriver                 |
| 1983  | n/a                        | n/a                        | 1er tour (1/64)          | Barbara Rossi            | 3e tour (1/16)  | Hana Mandlíková  | 1er tour (1/64) | Manuela Maleeva  | -                           | -                           |
| 1984  | n/a                        | n/a                        | 1er tour (1/64)          | Wendy White              | 1er tour (1/64) | C. Lindqvist     | -               | -                | -                           | -                           |
| 1985  | n/a                        | n/a                        | -                        | -                        | -               | -                | 2e tour (1/32)  | Sylvia Hanika    | -                           | -                           |

À droite du résultat, l’ultime adversaire.

### En double dames
| Année | Open d'Australie (janvier) | Open d'Australie (janvier) | Internationaux de France     | Internationaux de France | Wimbledon                   | Wimbledon                | US Open                      | US Open                     | Open d'Australie (décembre)   | Open d'Australie (décembre) |
| ----- | -------------------------- | -------------------------- | ---------------------------- | ------------------------ | --------------------------- | ------------------------ | ---------------------------- | --------------------------- | ----------------------------- | --------------------------- |
| 1979  | n/a                        | n/a                        | 1er tour (1/16) Kay McDaniel | Sherry Acker Anne Smith  | 3e tour (1/8) Rayni Fox     | Rosie Casals Chris Evert | 1er tour (1/32) Rayni Fox    | Chris O'Neil Mimi Wikstedt  | -                             | -                           |
| 1980  | n/a                        | n/a                        | 1er tour (1/16) R. Fairbank  | Kathy Jordan Anne Smith  | 1er tour (1/32) D. Morrison | Rosie Casals W. Turnbull | 2e tour (1/16) D. Morrison   | Peanut Louie M. Redondo     | -                             | -                           |
| 1981  | n/a                        | n/a                        | 2e tour (1/16) Virginia Wade | Laura duPont B. Jordan   | 2e tour (1/16) B. Nagelsen  | Sue Barker Ann Kiyomura  | 2e tour (1/16) Virginia Wade | S. Mascarin Anne White      | 1er tour (1/16) Mima Jaušovec | Sherry Acker Paula Smith    |
| 1982  | n/a                        | n/a                        | 2e tour (1/16) Mima Jaušovec | Eva Pfaff R. Tomanová    | 3e tour (1/8) Mima Jaušovec | Elise Burgin A. Moulton  | 3e tour (1/8) Mima Jaušovec  | Penny Barg Beth Herr        | 1er tour (1/16) Mima Jaušovec | C. Jolissaint M. Mesker     |
| 1983  | n/a                        | n/a                        | 3e tour (1/8) Chris Evert    | I. Madruga C. Tanvier    | -                           | -                        | 3e tour (1/8) E. Sayers      | Rosie Casals W. Turnbull    | -                             | -                           |
| 1984  | n/a                        | n/a                        | 3e tour (1/8) Anne White     | K. Horvath V. Ruzici     | 3e tour (1/8) Anne White    | R. Fairbank C. Reynolds  | 2e tour (1/16) Kim Jones     | Navrátilová Pam Shriver     | -                             | -                           |
| 1985  | n/a                        | n/a                        | -                            | -                        | -                           | -                        | 1er tour (1/32) K. Copeland  | K. Horvath V. Ruzici        | -                             | -                           |
| 1986  | n/a                        | n/a                        | -                            | -                        | 1er tour (1/32) Ronni Reis  | C. Karlsson Tine Scheuer | 2e tour (1/16) Jenny Byrne   | Zina Garrison Kathy Rinaldi | n/a                           | n/a                         |

Sous le résultat, la partenaire ; à droite, l’ultime équipe adverse.

### En double mixte
| Année | Open d'Australie (janvier), | Open d'Australie (janvier), | Internationaux de France    | Internationaux de France | Wimbledon                   | Wimbledon                   | US Open                      | US Open                     | Open d'Australie (décembre), | Open d'Australie (décembre), |
| ----- | --------------------------- | --------------------------- | --------------------------- | ------------------------ | --------------------------- | --------------------------- | ---------------------------- | --------------------------- | ---------------------------- | ---------------------------- |
| 1979  | n/a                         | n/a                         | -                           | -                        | -                           | -                           | 1er tour (1/16) Jon Molin    | Greer Stevens Bob Hewitt    | n/a                          | n/a                          |
| 1980  | n/a                         | n/a                         | 1/2 finale C. Lewis         | R. Tomanová S. Birner    | 2e tour (1/16) C. Lewis     | Greer Stevens C. Dowdeswell | -                            | -                           | n/a                          | n/a                          |
| 1981  | n/a                         | n/a                         | 1er tour (1/16) M. Hunter   | J. Goodling John Yuill   | 1er tour (1/32) M. Hunter   | L. Charles John Feaver      | 2e tour (1/8) Guy Fritz      | Bettina Bunge Dick Stockton | n/a                          | n/a                          |
| 1982  | n/a                         | n/a                         | 2e tour (1/8) Charles Buzz  | W. Turnbull John Lloyd   | 3e tour (1/8) Peter Rennert | Bettina Bunge Dick Stockton | 2e tour (1/8) Charles Buzz   | Bettina Bunge Dick Stockton | n/a                          | n/a                          |
| 1983  | n/a                         | n/a                         | Finale Charles Buzz         | B. Jordan E. Teltscher   | -                           | -                           | 1er tour (1/16) Charles Buzz | Kim Jones Syd Ball          | n/a                          | n/a                          |
| 1984  | n/a                         | n/a                         | 2e tour (1/16) Charles Buzz | M. Maleeva Mike Leach    | 1er tour (1/32) Robert Lutz | Etsuko Inoue C. Dowdeswell  | -                            | -                           | n/a                          | n/a                          |

Sous le résultat, le partenaire ; à droite, l’ultime équipe adverse.

## Parcours aux Masters

### En simple dames
| # | Date       | Nom de l'édition                     | ($)     | Surface         | Résultat      | Ultime adversaire | Score    |          |
| - | ---------- | ------------------------------------ | ------- | --------------- | ------------- | ----------------- | -------- | -------- |
| 1 | 23/03/1981 | Avon Circuit Championships, New York | 300 000 | Moquette (int.) | 1/4 de finale | Bettina Bunge     | 6-1, 6-3 | Parcours |

### En double dames
| # | Date       | Nom de l'édition                            | ($)     | Surface    | Résultat      | Partenaire    | Ultimes adversaires        | Score    |          |
| - | ---------- | ------------------------------------------- | ------- | ---------- | ------------- | ------------- | -------------------------- | -------- | -------- |
| 1 | 13/12/1982 | Toyota Series Championships East Rutherford | 300 000 | Dur (int.) | 1/4 de finale | Mima Jaušovec | Candy Reynolds Paula Smith | 6-1, 6-2 | Parcours |

## Classements WTA

### Classements en simple en fin de saison
| Année | 1983 | 1986 | 1987 |
| Rang  | 46   | 193  | 223  |

Source : (en) « Classements de Leslie Allen », sur le site officiel du WTA Tour